# Liste de traîtres présumés du SVR
Les succès d’un service de renseignement restent quasiment inconnus du grand public. Seules sont connues ses défaillances. Le Service des renseignements extérieurs de la fédération de Russie n'est pas une exception à cette règle et a eu plusieurs traîtres et personnels ayant fait défection.

## Liste des anciens officiers opérationnels de carrière du SVR considérés comme « traîtres » par le service

### Vladimir Konoplev
Le colonel Vladimir Yakovlevitch Konoplev, né en 1946, rézidiente-adjoint de l'espionnage scientifique et technique à Bruxelles sous couverture de premier secrétaire de l'ambassade russe, a fait défection et est passé aux États-Unis en mars 1992.

### Victor Ochtchenko
Le 24 juillet 1992, le colonel du SVR sous la couverture diplomatique du conseiller près l'ambassade de la Fédération de Russie à Paris Victor Ochtchenko, avec ses femme et fille, est passé en Grande-Bretagne.

### Igor Makéyev
En 1994, l'ancien officier du SVR Igor Makéyev a fait défection en Thaïlande.

### Oleg Morozov
L'ancien lieutenant-colonel du SVR Oleg Morozov s'est enfui en 1995 de la Russie vers les États-Unis.

### Viatcheslav Antonov
En 1995 l'ancien lieutenant-chef du SVR Viatcheslav Antonov a fait défection de son poste à l'antenne secrète du SVR en Finlande.

### Miagkov
En 1995 l'ancien officier du SVR Miagkov a abandonné son poste à l'antenne du SVR en Autriche.

### Le couple des « illégaux » Olchansky
En 1996, le couple des agents « illégaux » Dmitry et Eléna Olchansky, démasqué par les services de contre-espionnage canadien, a cherché à rester au Canada.

### Sergueï Trétiakov
Le colonel Serguei Trétiakov, rézidiente adjoint de l'antenne du SVR à New York (sous la couverture d'un collaborateur de la mission russe auprès des Nations unies) de 1995 à 2000, a trahi au profit du FBI à partir de 1997 avant de devenir transfuge en octobre 2000 aux États-Unis.

### Alexandre Chtcherbakov
Fin 2000, Alexandre Chtcherbakov, ancien officier du SVR, est passé aux États-Unis et a fourni au Federal Bureau of Investigation (FBI) un dossier permettant d'identifier Robert Hanssen comme une taupe russe

### Yevgény Toropov
En décembre 2001 l'ancien officier du SVR, officier de sécurité de l'ambassade russe à Ottawa au Canada Yevgény Toropov a fait défection. 

### Alexandre Poteïev
Le colonel Alexandre Poteïev, chef adjoint du Service des agents illégaux du SVR, aurait trahi au profit des États-Unis à partir des années 1999-2000. Il aurait en particulier trahi un réseau d'une dizaine « d'illégaux » implanté aux États-Unis qui fut démantelé par le FBI en juin 2010. Poteïev aurait fui son pays en urgence à l'époque de ces arrestations, prenant un train vers la Biélorussie puis l'Ukraine et l'Allemagne, avant d'atteindre les États-Unis, et abandonnant sa femme en Russie (il aurait un fils et une fille qui résidaient déjà aux États-Unis). Poteïev a été condamné par contumace en juin 2011 à 25 ans de prison pour haute trahison et désertion.

## Anciens personnels duKGBqualifiés de « traîtres » par leurs anciens employeurs
- Vassili Mitrokhine : ancien officier de la première direction générale du KGB (1948-1985), travaillant aux archives, Vassili Mitrokhine est passé à l'Ouest en 1992 avec des copies de 25 000 pages de documents ultra-secrets.
- Oleg Kalouguine
- Youri Chvets : ancien officier de la première direction générale du KGB (1980-septembre 1990), reconnu réfugié politique en 1993, s'est installé définitivement aux États-Unis.